# North Bucks & District Football League
North Bucks & District Football League, có tên đơn giản hơn là North Bucks League, là một giải bóng đá liên kết với Berks & Bucks County Football Association gồm các đội bóng nghiệp dư chủ yếu ở Bắc Buckinghamshire, Anh, mặc dù vẫn có một số đội đến từ hạt Oxfordshire, Northamptonshire và Bedfordshire. Giải đấu được thành lập năm 1911 và chia thành 4 hạng đấu: Premier Division, Intermediate Division, Division One và Division Two, nằm từ Cấp độ 12-15 trong Hệ thống các giải bóng đá ở Anh. Premier Division nằm ngay dưới bậc thấp nhất của National League System – Bậc 7.

## Thể thức

### Giải đấu
50 đội bóng của North Bucks League được nhóm thành 4 hạng đấu: Premier Division, Intermediate Division, Division One và Division Two, với số đội tương ứng mỗi hạng là 14, 12, 13 và 11. Trong một mùa giải, một đội bóng thi đấu với đội khác 2 lần, 1 lần sân nhà và 1 lần sân khách. Nhiều đội bóng trong giải là đội dự bị của các câu lạc bộ ở North Bucks League với con số 34 ở mùa giải 2015–16. 16 trong 34 đội đó cũng là đội dự bị, nhưng là của các đội có thi đấu trong giải này, trong khi bất kì câu lạc bộ nào chỉ có một đội chơi ở North Bucks League nhưng có đội chính chơi ở cấp cao hơn thì không được thêm đội vào thi đấu ở 2 hạng cuối của North Bucks League.
Đội bóng giành được 3 điểm cho 1 trận thắng, 1 điểm cho trận hòa, không có điểm cho trận thua. Cuối mùa giải, các đội nằm đầu bảng có thể lên hạng, trong khi các đội cuối bảng có thể xuống hạng. Đội đứng đầu ở Premier Division có thể thăng hạng Spartan South Midlands Football League Division Two, nhưng trên thực tế là ở South Midlands League, và còn phụ thuộc và cơ sở vật chất của câu lạc bộ hơn là vị thứ. Thỉnh thoảng các đội thăng hạng có vị trí thuận lợi hơn, ví dụ như United Counties Football League Division One cho các đội ở phía Bắc hơn. Các đội lên xuống hạng ở các giải tương ứng với North Bucks League, nhưng xuống hạng từ Division Two là không thể bởi vì không có hạng đấu nào khác. Kích thước hạng đấu cố định ở 18 đội.
Yêu cầu ngày càng cao của South Midlands League dẫn đến một số câu lạc bộ phải ở lại North Bucks League mặc dù họ chiếm ưu thế, bởi vì họ không đủ đáp ứng hoặc không muốn đáp ứng các tiêu chuẩn. Ví dụ, PB (MK) thắng tất cả các trận, trừ một trận, trong 4 mùa giải đầu tiên, nhưng không có sân đấu đạt tiêu chuẩn của giải cao hơn nên vẫn chơi ở North Bucks League. Các đội khác lên South Midlands League từ cấp độ thấp hơn thì bỏ qua hạng Premier Division. Cả Bletchley Town và MK Wanderers đều đi từ North Bucks Division One lên thẳng Spartan South Midlands Division Two ở mùa giải 2008–09, mặc dù Milton Keynes Wanderers rút lui ngay mùa tiếp theo sau một cuỗi thất bại thảm hại và phải trở lại thi đấu ở North Bucks & District League.

### Cups
North Bucks & District Football League tổ chức 6 giải cup: 4 giải Challenge Trophy, Inter Divisional Challenge Cup và Reserve Team Challenge Trophy. Challenge Trophy dành cho tất cả các đội bóng trong giải, nhưng được chia thành 4 vùng, vì vậy ở mỗi hạng đấu có riêng một giải cup. Trận chung kết được chơi trên sân trung lập. Inter Divisional Challenge Cup – còn có tên là Cowley and Wilson Cup bởi lý do tài trợ – dành cho các đội chính của North Bucks League và được giới thiệu lại từ mùa giải 2010–11. The Reserve Team Challenge Trophy cũng tương tự như Inter Divisional Challenge Cup nhưng chỉ dành cho các đội dự bị. Ngoài ra các đội bóng còn được mời tham dự giải Buckingham Charity Cup và các County Cups tổ chức bởi Berks & Bucks FA, mặc dù một số đội nằm dưới sự bảo hộ của các chính quyền hạt khác. Các đội dự bị có đội chính thi đấu ở các cấp độ cao hơn (ví dụ Spartan South Midlands League) thì không được xem là đội dự bị vì mục đích tham gia 2 giải Inter-Divisional Cup.

## Lịch sử
Giải đấu được hình thành năm 1911 để phục vụ cho một khu vực tương tự ngày nay.

## Ban quản trị
Ủy ban Điều hành Giải đấu tổ chức cuộc họp hàng tháng và có các thành viên sau:
- Adam Jeskins – Chủ tịch, Thư ký và Nhân viên Phúc lợi Giải đấu
- Mick McStraw – Phó chủ tịch
- Brenda Sprules – Thủ quỹ và Thư ký Trận đấu
- Nicola Mullis – Thư ký Đăng ký
- John Hedge – Thư ký Trọng tài
- Brian Stuchbury
- Chris Hodges

## Câu lạc bộ
Đây là các câu lạc bộ ở North Bucks & District Football League mùa giải 2014–15.

### Premier Division
| Câu lạc bộ              | Thành lập | Liên kết            | Vị thứ ở mùa giải 2014–15    |
| ----------------------- | --------- | ------------------- | ---------------------------- |
| Brackley Sports         | 2004      | Northamptonshire FA | thứ 9                        |
| Deanshanger Athletic    | 1946      | Northamptonshire FA | thứ 13                       |
| Great Horwood           | 1966      | Berks & Bucks FA    | thứ 4                        |
| Great Linford           | 1993      | Berks & Bucks FA    | thứ 5                        |
| Hanslope                | 1911      | Berks & Bucks FA    | thứ 12                       |
| Marsh Gibbon            | 1938      | Berks & Bucks FA    | thứ 6                        |
| Milton Keynes Titans    | 1995      | Berks & Bucks FA    | thứ 1, Intermediate Division |
| Milton Keynes Wanderers | 1992      | Berks & Bucks FA    | thứ 8                        |
| Potterspury             | 1980      | Northamptonshire FA | thứ 1                        |
| Silverstone             | 1971      | Northamptonshire FA | thứ 7                        |
| Stewkley                | 1946      | Berks & Bucks FA    | thứ 10                       |
| Syresham                | 1988      | Northamptonshire FA | thứ 3                        |
| Towcester Town          | 1988      | Northamptonshire FA | thứ 2, Intermediate Division |

### Intermediate Division
| Câu lạc bộ                              | Thành lập | Liên kết            | Vị thứ mùa giải 2014–15 |
| --------------------------------------- | --------- | ------------------- | ----------------------- |
| AFC Santander                           | 1987      | Berks & Bucks FA    | thứ 8                   |
| Charlton & District                     | 2007      | Northamptonshire FA | thứ 9                   |
| Clean Slate Dự bị                       | 2010      | Berks & Bucks FA    | thứ 12                  |
| Great Horwood Dự bị                     | —         | —                   | thứ 4, Division One     |
| Milton Keynes Gallacticos (sic)         | 2008      | Berks & Bucks FA    | thứ 6                   |
| Potterspury Dự bị                       | —         | —                   | thứ 10                  |
| Southcott Village Residents Association | 1993      | Bedfordshire FA     | thứ 4                   |
| Stoke Hammond Wanderers                 | 2001      | Berks & Bucks FA    | thứ 2, Division One     |
| Twyford United                          | 1992      | Berks & Bucks FA    | thứ 1, Division One     |
| Wicken Sports                           | 1964      | Northamptonshire FA | thứ 7                   |
| Yardley Gobion                          | 1906      | Northamptonshire FA | thứ 5                   |

### Division One
| Câu lạc bộ                 | Thành lập | Liên kết            | Vị thứ mùa giải 2014–15 |
| -------------------------- | --------- | ------------------- | ----------------------- |
| Brackley Old Boys          | 2014      | Northamptonshire FA | thứ 5                   |
| City Colts 'A'             | 1998      | Berks & Bucks FA    | thứ 3, Division Two     |
| Deanshanger Athletic Dự bị | —         | —                   | thứ 13                  |
| Great Linford Dự bị        | —         | —                   | thứ 8                   |
| Olney                      | 2009      | Berks & Bucks FA    | thứ 11                  |
| Padbury Village            | 2011      | Berks & Bucks FA    | thứ 12                  |
| Steeple Claydon            | 1952      | Berks & Bucks FA    | thứ 4, Division Two     |
| Stewkley Dự bị             | —         | —                   | thứ 2, Division Two     |
| Tattenhoe                  | 2006      | Berks & Bucks FA    | thứ 7                   |
| University of Buckingham   | 2011      | Berks & Bucks FA    | thứ 6                   |
| Willen                     | 1989      | Berks & Bucks FA    | Đội mới                 |
| Wing Village               | 1896      | Berks & Bucks FA    | thứ 6, Division Two     |

### Division Two
| Câu lạc bộ                                    | Thành lập | Liên kết         | Vị thứ mùa giải 2014–15 |
| --------------------------------------------- | --------- | ---------------- | ----------------------- |
| Brackley Sports Dự bị                         | —         | —                | thứ 10                  |
| Hanslope Dự bị                                | —         | —                | thứ 14, Division One    |
| Marsh Gibbon Dự bị                            | —         | —                | thứ 7                   |
| Padbury Village Dự bị                         | —         | —                | thứ 11                  |
| Scot                                          | 2013      | Berks & Bucks FA | Đội mới                 |
| Silverstone Dự bị                             | —         | —                | thứ 5                   |
| Southcott Village Residents Association Dự bị | —         | —                | Đội mới                 |
| Towcester Town Dự bị                          | —         | —                | Đội mới                 |
| Westbury                                      | 1948      | Berks & Bucks FA | thứ 9                   |
| Wing Village Dự bị                            | —         | —                | thứ 7                   |
| Yardley Gobion Dự bị                          | —         | —                | thứ 8                   |

### Các cựu đội bóng đang chú ý
Buckingham Athletic, Buckingham Town, Brackley Town, Olney Town, Mursley United, Cranfield United và Newport Pagnell Wanderers – bây giờ là Newport Pagnell Town – là các đội đang thi đấu ở các cấp độ cao hơn. Buckingham Athletic đang chơi ở Spartan South Midlands League Division One và lần cuối tham gia North Bucks & District Football League là năm 1985, thi đấu trong 7 mùa giải rồi xuống hạng Hellenic League. Mursley United chơi ở hạng đấu dưới Buckingham Athletic, rời North Bucks League năm 1996, 3 năm kể từ khi gia nhập. Buckingham Town, Olney Town và Newport Pagnell thi đấu ở United Counties League, Buckingham Town và Olney ở Division One và Newport Pagnell ở Premier Division. Olney là đội bóng sáng lập của North Bucks League năm 1911, nhưng đã rời để gia nhập East Northants League sau Thế chiến thứ II. Đầu thập niên 1960 chứng kiến đội bóng này về lại East Northants League, sau đó có tên là Rushden District League. Ngay sau đó, đội giành quyền thăng hạng United Counties League, và vẫn thi đấu cho đến hiện tại. Newport Pagnell gia nhập North Bucks League sau khi thành lập năm 1963 trước khi lên hạng năm 1972. Brackley Town là đội bóng từng chơi ở North Bucks League và bây giờ đang thi đấu ở cấp cao nhất, Conference North và giữ kỉ lục đội bóng cựu của North Bucks League cho chặng đường dài nhất ở FA Cup, khi vào đến Vòng 2 FA Cup năm 2013. Brackley thi đấu ở giải trong 2 lần: từ hậu Thế chiến thứ II đến năm 1968 và từ 1974 đến 1983. Cranfield United, chưa bao giờ vô địch North Bucks League, từng thi đấu ở Spartan South Midlands League Division One nhưng bây giờ là ở Bedfordshire County Football League.

## Các đội vô địch trong quá khứ

### 1911–1932
Ban đầu giải chỉ có một hạng đấu. Ba mùa giải được tổ chức trước khi Thế chiến thứ I diễn ra. Sau khi chiến tranh kết thúc thì tổ chức được thêm 2 năm nữa. Đây là danh sách các đội vô địch khi giải chỉ có một hạng đấu, và kết thúc năm 1932.
| Mùa giả | Vô địch                        |
| ------- | ------------------------------ |
| 1911–12 | Cosgrove St Peter              |
| 1912–13 | Stantonbury St Peter           |
| 1913–14 | Stantonbury St Peter           |
| 1914–20 | Giải hủy bỏ do Thế chiến thứ I |
| 1920–21 | Newport Autos                  |
| 1921–22 | Newport Autos                  |
| 1922–23 | Wolverton Town                 |
| 1923–24 | Newport Autos                  |
| 1924–25 | Buckingham Town                |
| 1925–26 | Stony Stratford S.             |
| 1926–27 | Winslow United                 |
| 1927–28 | Cosgrove St Peter              |
| 1928–29 | Buckingham Town                |
| 1929–30 | Bletchley L.M.S.               |
| 1930–31 | Winslow United                 |
| 1931–32 | Wolverton Town                 |

### 1932–1973
Năm 1932, hạng đấu Second Division được thêm vào. Bảy năm sau, giải đấu bị hủy bỏ do mâu thuẫn toàn cầu dẫn đến Thế chiến thứ II. Giải bị ngừng lại năm 1939 và trở lại từ năm 1946. Phần này giới thiệu các nhà vô địch trong 2 hạng đấu cho đến sự giới thiệu hạng đấu thứ ba mới năm 1973.
| Mùa giải | Division One                    | Division Two                    |                                 |
| -------- | ------------------------------- | ------------------------------- | ------------------------------- |
| 1932–33  | Salmon Sports                   | Olney Town                      |                                 |
| 1933–34  | Buckingham Town                 | Newport Athletic                |                                 |
| 1934–35  | Potterspury                     | Wolverton Congs                 |                                 |
| 1935–36  | Buckingham Town                 | Cranfield United                |                                 |
| 1936–37  | Buckingham Town                 | Yardley Gobion                  |                                 |
| 1937–38  | Potterspury                     | Old Bradwell                    |                                 |
| 1938–39  | Stantonbury St Peter            | Emberton                        |                                 |
| 1939–46  | Giải hủy bỏ do Thế chiến thứ II | Giải hủy bỏ do Thế chiến thứ II |                                 |
| 1946–47  | Bletchley L.M.S.                | Stony Stratford S.              |                                 |
| 1947–48  | Towcester Town                  | Cosgrove St Peter               |                                 |
| 1948–49  | Buckingham Town                 | Roade                           | Cranfield United(Shield)        |
| 1949–50  | Buckingham Town                 | Bletchley B.O.B.B.              |                                 |
| 1950–51  | Deanshanger Athletic            | Silverstone British Legion      |                                 |
| 1951–52  | Deanshanger Athletic            | Castlethorpe                    |                                 |
| 1952–53  | Deanshanger Athletic            | Tingewick Sports                |                                 |
| 1953–54  | Castlethorpe                    | C.A.D. Buckingham               |                                 |
| 1954–55  | Deanshanger Athletic            | Roade                           |                                 |
| 1955–56  | Castlethorpe                    | C.A.D. Buckingham               | Castlethorpe Dự bị (Div 3)      |
| 1956–57  | Deanshanger Athletic            | Stony Stratford Town            |                                 |
| 1957–58  | Castlethorpe                    | Steeple Claydon                 |                                 |
| 1958–59  | Deanshanger Athletic            | Blakesley & Woodend             |                                 |
| 1959–60  | Deanshanger Athletic            | Cosgrove St Peter               |                                 |
| 1960–61  | Silverstone British Legion      | North Crawley                   | Buckingham Athletic (Inter-Div) |
| 1961–62  | Olney Town                      | Yardley Gobion                  |                                 |
| 1962–63  | Hanslope                        | Syresham                        |                                 |
| 1963–64  | Yardley Gobion                  | Mursley United                  |                                 |
| 1964–65  | Hanslope                        | Winslow United                  | Newport Pagnell Town (Div 3)    |
| 1965–66  | Yardley Gobion                  | Roade                           |                                 |
| 1966–67  | Towcester Town                  | Newport Pagnell Town            |                                 |
| 1967–68  | Newport Pagnell Town            | Towcester Town Dự bị            |                                 |
| 1968–69  | Newport Pagnell Town            | Newport Pagnell Town Dự bị      |                                 |
| 1969–70  | Newport Pagnell Town            | Newport Pagnell Town Dự bị      |                                 |
| 1970–71  | Yardley Gobion                  | Syresham                        |                                 |
| 1971–72  | Sherington                      | Blakesley United                |                                 |
| 1972–73  | Yardley Gobion                  | Cosgrove St Peter               |                                 |

### 1973–1994
1973 chứng kiến sự ra đời của hạng đấu thứ ba, có tên là Premier Division, nằm trên Division One và Division Two. Phần này liệt kê các đội vô địch ở 3 hạng đấu cho đến khi hạng đấu thứ tư được giới thiệu năm 1994.
| Mùa giải | Premier Division    | Premier Division    | Division One        | Division One | Division Two         | Division Two |
| Mùa giải | League              | Cup                 | League              | Cup          | League               | Cup          |
| -------- | ------------------- | ------------------- | ------------------- | ------------ | -------------------- | ------------ |
| 1973–74  | Grendon Rangers     |                     | Yardley Gobion      |              | Yardley Gobion Dự bị |              |
| 1974–75  | Grendon Rangers     | Buckingham Town     | Yardley Gobion      |              | Yardley Gobion Dự bị |              |
| 1975–76  | Middleton Cheney    |                     | Yardley Gobion      |              | Galley Hill          |              |
| 1976–77  | Middleton Cheney    | Middleton Cheney    | Galley Hill         |              | Blakesley            |              |
| 1977–78  | McCorquodale        |                     | Old Bradwell United |              | North Crawley        |              |
| 1978–79  |                     |                     |                     |              |                      |              |
| 1979–80  |                     |                     |                     |              |                      |              |
| 1980–81  |                     |                     |                     |              |                      |              |
| 1981–82  |                     |                     |                     |              |                      |              |
| 1982–83  | Newport Town        |                     |                     |              |                      |              |
| 1983–84  |                     | Buckingham Athletic |                     |              |                      |              |
| 1984–85  | Buckingham Athletic |                     |                     |              |                      |              |
| 1985–86  |                     |                     |                     |              |                      |              |
| 1986–87  |                     |                     |                     |              |                      |              |
| 1987–88  |                     |                     |                     |              |                      |              |
| 1988–89  | Shenley & Loughton  |                     |                     |              |                      |              |
| 1989–90  | Kettering Nomads    |                     |                     |              |                      |              |
| 1990–91  |                     |                     |                     |              |                      |              |
| 1991–92  |                     |                     |                     |              |                      |              |
| 1992–93  | Stewkley            |                     |                     |              |                      |              |
| 1993–94  | Stewkley            |                     |                     |              |                      |              |

### 1994–2010
Sự mở rộng gần đây nhất của giải đấu liên quan đến sự ra mắt hạng đấu thứ tư, Intermediate Division, năm 1994.
| Mùa giải | Premier Division     | Premier Division     | Intermediate Division  | Intermediate Division | Division One           | Division One          | Division Two                                | Division Two          |
| Mùa giải | League               | Cup                  | League                 | Cup                   | League                 | Cup                   | League                                      | Cup                   |
| -------- | -------------------- | -------------------- | ---------------------- | --------------------- | ---------------------- | --------------------- | ------------------------------------------- | --------------------- |
| 1994–95  | Potterspury          |                      | Mursley United         |                       | Potterspury Dự bị      |                       | Milton Keynes Athletic Dự bị                |                       |
| 1995–96  | Potterspury          |                      |                        |                       |                        |                       |                                             |                       |
| 1996–97  | Newport Athletic     |                      | Milton Keynes Athletic |                       | Westbury               |                       | Sherington                                  |                       |
| 1997–98  | Padbury United       |                      |                        |                       |                        |                       |                                             |                       |
| 1998–99  | Padbury United       |                      |                        |                       |                        |                       |                                             |                       |
| 1999–00  |                      | Padbury United       |                        |                       |                        |                       |                                             |                       |
| 2000–01  | Deanshanger Athletic | Deanshanger Athletic |                        |                       |                        |                       |                                             |                       |
| 2001–02  | Deanshanger Athletic | Deanshanger Athletic |                        |                       |                        |                       |                                             |                       |
| 2002–03  | Roade                | Roade                |                        |                       | Castlethorpe           |                       |                                             |                       |
| 2003–04  |                      |                      |                        |                       |                        |                       | PB (Milton Keynes) or Steeple Claydon Dự bị |                       |
| 2004–05  | Steeple Claydon      | Stewkley             | Heath Panthers United  |                       | PB (Milton Keynes)     | Loughton Athletic     | Brickhill Rangers                           | Brickhill Rangers     |
| 2005–06  | Potterspury          |                      | PB (Milton Keynes)     |                       | Brickhill Rangers      | Brickhill Rangers     | Brackley Sports Dự bị                       |                       |
| 2006–07  | PB (Milton Keynes)   | PB (Milton Keynes)   | Thornborough Athletic  |                       | Brackley Sports Dự bị  | Great Linford         | Lavendon Sports Dự bị                       |                       |
| 2007–08  | PB (Milton Keynes)   | PB (Milton Keynes)   | Brickhill Rangers      |                       | Rangers XI             | Wolverton Town        | Wolverton Town Dự bị                        | E&H                   |
| 2008–09  | Lavendon Sports      | Brickhill Rangers    | Sherington             | Sherington            | Woburn Sands Wanderers |                       | Westbury                                    | Heath Panthers United |
| 2009–10  | Steeple Claydon      |                      | Potterspury            |                       | Heath Panthers United  | Heath Panthers United | Stewkley Dự bị                              |                       |

### 2010–nay
Cuối mùa giải 2009–10, giải quyết định giới thiệu lại Inter Divisional Cup cho mùa giải 2010–11.
| Mùa giải | Premier Division              | Premier Division | Intermediate Division         | Intermediate Division                   | Division One             | Division One             | Division Two                | Division Two         | Inter Divisional Cup     |
| Mùa giải | League                        | Cup              | League                        | Cup                                     | League                   | Cup                      | League                      | Cup                  | Inter Divisional Cup     |
| -------- | ----------------------------- | ---------------- | ----------------------------- | --------------------------------------- | ------------------------ | ------------------------ | --------------------------- | -------------------- | ------------------------ |
| 2010–11  | Brackley Sports               | Hale Leys United | Milton Keynes Wanderers Dự bị | Great Linford                           | Celtic Milton Keynes     | Celtic Milton Keynes     | Olney Town Colts            | Olney Town Colts     | Potterspury              |
| 2011–12  | Milton Keynes Wanderers Dự bị | Potterspury      | Great Horwood                 |                                         | Potterspury Dự bị        | Charlton & District      | City Colt Dự bị             | Wolverton Town Dự bị | Potterspury              |
| 2012–13  | Potterspury                   | Loughton Manor   | Woburn Sands Wanderers        | Denbigh Hall Sports & Social            | Bow Brickhill Dự bị      | Bow Brickhill Dự bị      | Comet MK                    | Comet MK             | City Colts               |
| 2013–14  | City Colts                    | Potterspury      | Deanshanger Athletic          | Milton Keynes Titans                    | Stantonbury Social Elite | Stantonbury Social Elite | Syresham Dự bị              | Syresham Dự bị       | Stantonbury Social Elite |
| 2014–15  | Potterspury                   | Loughton Manor   | Milton Keynes Titans          | Southcott Village Residents Association | Twyford United           | Syresham Dự bị           | Milton Keynes Wanderers 'A' | City Colts 'A'       | Milton Keynes Wanderers  |

### Số danh hiệu đạt được theo câu lạc bộ
This is an incomplete list of clubs that have been North Bucks League champions in order of success.
| Câu lạc bộ                 | Số danh hiệu | Mùa giải                                                                        |
| -------------------------- | ------------ | ------------------------------------------------------------------------------- |
| Deanshanger Athletic       | 9            | 1950–51, 1951–52, 1952–53, 1954–55, 1956–57, 1958–59, 1959–60, 2000-01, 2001-02 |
| Buckingham Town            | 7            | 1924–25, 1928–29, 1933–34, 1935–36, 1936–37, 1948–49, 1949–50                   |
| Potterspury                | 7            | 1934–35, 1937–38, 1994–95, 1995-96, 2005–06, 2012–13, 2014-15                   |
| Yardley Gobion             | 4            | 1963–64, 1965–66, 1970–71, 1972–73                                              |
| Castlethorpe               | 3            | 1953–54, 1955–56, 1957–58                                                       |
| Newport Autos              | 3            | 1920–21, 1921–22, 1923–24                                                       |
| Newport Pagnell Town       | 3            | 1967–68, 1968–69, 1969–70                                                       |
| Stantonbury St Peter       | 3            | 1912–13, 1913–14, 1938–39                                                       |
| Bletchley L.M.S.           | 2            | 1929–30, 1946–47                                                                |
| Cosgrove St Peter          | 2            | 1911–12, 1927–28                                                                |
| Grendon Rangers            | 2            | 1973–74, 1974–75                                                                |
| Hanslope                   | 2            | 1962–63, 1964–65                                                                |
| Middleton Cheney           | 2            | 1975–76, 1976–77                                                                |
| PB (Milton Keynes)         | 2            | 2006–07, 2007–08                                                                |
| Padbury United             | 2            | 1997–98, 1998–99                                                                |
| Steeple Claydon            | 2            | 2004–05, 2009–10                                                                |
| Stewkley                   | 2            | 1992–93, 1993–94                                                                |
| Towcester Town             | 2            | 1947–48, 1966–67                                                                |
| Winslow United             | 2            | 1926–27, 1930–31                                                                |
| Wolverton Town             | 2            | 1922–23, 1931–32                                                                |
| Brackley Sports            | 1            | 2010–11                                                                         |
| Buckingham Athletic        | 1            | 1984–85                                                                         |
| City Colts                 | 1            | 2013–14                                                                         |
| Kettering Nomads           | 1            | 1989–90                                                                         |
| Lavendon Sports            | 1            | 2008–09                                                                         |
| McCorquodale               | 1            | 1977–78                                                                         |
| Milton Keynes Wanderers    | 1            | 2011–12                                                                         |
| Newport Town               | 1            | 1982–83                                                                         |
| Newport Athletic           | 1            | 1996–97                                                                         |
| Olney Town                 | 1            | 1961–62                                                                         |
| Roade                      | 1            | 2002–03                                                                         |
| Salmon Sports              | 1            | 1932–33                                                                         |
| Shenley & Loughton         | 1            | 1988–89                                                                         |
| Sherington                 | 1            | 1972–73                                                                         |
| Silverstone British Legion | 1            | 1960–61                                                                         |
| Stony Stratford S.         | 1            | 1925–26                                                                         |